# Женіва (Джорджія)
Женіва (англ. Geneva) — місто (англ. town) в США, в окрузі Телбот штату Джорджія. Населення — 75 осіб (2020).

## Географія
Женіва розташована за координатами 32°34′41″ пн. ш. 84°33′11″ зх. д. / 32.57806° пн. ш. 84.55306° зх. д. (32.578179, -84.553184). За даними Бюро перепису населення США в 2010 році місто мало площу 2,04 км², з яких 2,04 км² — суходіл та 0,00 км² — водойми.

## Демографія
Згідно з переписом 2010 року, у місті мешкало 105 осіб у 48 домогосподарствах у складі 27 родин. Густота населення становила 52 особи/км². Було 61 помешкання (30/км²).
Расовий склад населення:
| - 68,6 % — чорних або афроамериканців - 30,5 % — білих - 1,0 % — корінних американців |

До двох чи більше рас належало 0,0 %. Частка іспаномовних становила 0,0 % від усіх жителів.
За віковим діапазоном населення розподілялося таким чином: 13,3 % — особи молодші 18 років, 66,7 % — особи у віці 18—64 років, 20,0 % — особи у віці 65 років та старші. Медіана віку мешканця становила 52,1 року. На 100 осіб жіночої статі у місті припадало 87,5 чоловіків; на 100 жінок у віці від 18 років та старших — 85,7 чоловіків також старших 18 років.
Середній дохід на одне домашнє господарство становив 61 818 доларів США (медіана — 34 750), а середній дохід на одну сім'ю — 76 586 доларів (медіана — 46 458). За межею бідності перебувало 9,4 % осіб, у тому числі 0,0 % дітей у віці до 18 років та 8,0 % осіб у віці 65 років та старших.
Цивільне працевлаштоване населення становило 33 особи. Основні галузі зайнятості: виробництво — 33,3 %, освіта, охорона здоров'я та соціальна допомога — 30,3 %, роздрібна торгівля — 15,2 %, публічна адміністрація — 9,1 %.